# Caddo megye (Oklahoma)
Caddo megye az Amerikai Egyesült Államokban, azon belül Oklahoma államban található. Megyeszékhelye és legnagyobb városa Anadarko. Lakosainak száma 26 945 fő (2020. április 1.). Caddo megye Blaine, Comanche, Canadian, Grady, Custer, Washita és Kiowa megyékkel határos.

## Népesség
A megye népességének változása:
| Lakosok száma | 29 675 | 29 618 | 29 680 | 29 594 | 29 343 | 26 945 |
|               | 2010   | 2011   | 2012   | 2013   | 2015   | 2020   |